# Tereza Campello
Tereza Helena Gabrielli Barreto Campello (Descalvado, 1962) es una economista brasileña formada por la Universidad Federal de Uberlândia. Fue ministra de Desarrollo Social y Combate al Hambre de Dilma Rousseff.

## Biografía
A pesar de haber nacido en el interior de São Paulo, su carrera en la gestión política comienza en Río Grande del Sur, donde participó de los gobiernos Raul Pont y Tarso Genro, exalcaldes de Porto Alegre, y Olívio Dutra, tanto en el ayuntamiento de la capital, cuanto en el gobierno del estado.
En Brasilia, auxilió el equipo de transición del presidente Luiz Inácio Lula de Silva, en 2002. Ocupó la subjefatura de Bisagra y Motorización de la Casa Civil, en la cual coordinó proyectos importantes del gobierno, como el Programa Nacional del Biodiésel. Participó de la creación de la Bolsa Familia.

## Ministerio del Desarrollo Social y Combate al Hambre
Fue designada por la presidenta electa Dilma Rousseff para el Ministerio del Desarrollo Social y Combate al Hambre de su nuevo gobierno.
En septiembre de 2014, Tereza criticó al Tribunal Federal de Auditorías, después de que este divulgara un informe alertando sobre la falta de actualización de valores del informe de datos del Ministerio del Desarrollo Social y Combate al Hambre.
En 31 de diciembre de 2014 fue confirmada para permanecer en el mando de la carpeta para el segundo gobierno Dilma Rousseff.